# Манелис, Георгий Борисович
Георгий Борисович Манелис (24 сентября 1930, Ташкент — 2 марта 2015, Черноголовка, Московская область) — советский и российский учёный-химик, член-корреспондент Российской академии наук.

## Биография
В 1953 г. окончил Среднеазиатский государственный университет.
С 1953 г. работал в Институте химической физики Академии наук СССР (Институте проблем химической физики РАН): аспирант, младший научный сотрудник, заведующий лабораторией, заведующий отделом, заместитель директора, советник РАН.
В 1964—2004 гг. — заведующий кафедрой физики горения и взрыва МФТИ.
Член-корреспондент Российской академии наук по Отделению химии и наук о материалах (2000). Доктор химических наук, профессор; действительный член Американского института астронавтики и аэронавтики. Подготовил 12 докторов наук, более 50 кандидатов наук, им опубликовано более 600 научных работ.
Основные исследования в области химической физики, кинетики химических реакций, процессов горения и взрыва. Кинетические работы Манелиса легли в основу его исследований химии и механизма горения конденсированных систем, а также создания новых химических способов регулирования скоростей и закономерностей горения.
Умер в 2015 году. Похоронен на кладбище села Макарово.

## Награды и звания
Дважды лауреат Государственной премии СССР (1976, 1986), награждён орденами Трудового Красного Знамени и «Знак Почёта», медалью ордена «За заслуги перед Отечеством» II степени (1999).
Золотая медаль имени Н. Н. Семёнова РАН за основополагающие работы по макрокинетике реакций в твёрдой фазе (2011).